# Günter Jena
Günter Jena (* Januar 1933 in Leipzig) ist ein deutscher Chorleiter, Organist und Kirchenmusikdirektor.

## Leben
Jena besuchte die Thomasschule zu Leipzig, ein Studium der Musikwissenschaft schloss sich an. Er studierte Psychologie und Philosophie in Berlin, dann an der Musikhochschule München Dirigieren und Orgel (Assistent von Karl Richter).
Günter Jena war Kantor und Kirchenmusikdirektor, zunächst an der evangelischen St.-Johannis-Kirche in Würzburg, wo er 1966 eine Johann-Sebastian-Bach-Gesellschaft initiierte. Im Jahre 1969 begründete er die jährlichen Würzburger Bachtage. Von 1974 bis 1997 leitete er als Kirchenmusikdirektor in Hamburg an St. Michaelis regelmäßige Aufführungen der Werke Bachs, der musikalischen Klassik und Romantik. Jena begründete auch die Bach-Tage Hamburg. In Zusammenarbeit mit dem  Choreografen John Neumeier leitete er mehrere Ballettaufführungen der Hamburgischen Staatsoper, darunter die Matthäus-Passion von Bach und das Requiem von Mozart. Jena schrieb musikalisch-theologische Publikationen zur Matthäus-Passion und zum Weihnachtsoratorium von Johann Sebastian Bach. Er ist Mitglied der Freien Akademie der Künste Hamburg.
Zu Jenas Schülern gehörte unter anderem der Chirurg und Organist Ernst Kern.

## Auszeichnungen
- Kulturpreis der Stadt Würzburg
- 1986 Verleihung des Ehrentitels „Professor“ durch den Senat der Stadt Hamburg
- 1987 Johannes-Brahms-Medaille
- Plakette für das Jahr 1998 der Freien Akademie der Künste in Hamburg

## Veröffentlichungen
- „Das gehet meiner Seele nah“. Die Matthäuspassion von Johann Sebastian Bach. Piper Verlag, 1993; 2. Auflage: Herder Verlag, Freiburg 1999.
- Brich an, o schönes Morgenlicht. Das Weihnachtsoratorium von Johann Sebastian Bach. Verlag am Eschbach, 1997; 2. Auflage: Herder, Freiburg 1999.
- Ich lebe mein Leben in wachsenden Ringen. Mit zwei Audio-CDs. Verlag am Eschbach, 2000.
- Günter Jena: Laudatio für Peter Schreier anlässlich der Verleihung des „Preises für Bibel und Gesang“ durch die Stiftung Bibel und Kultur, Stuttgart 1998, in: Matthias Herrmann (Hrsg.), Begegnungen mit Peter Schreier, Beucha/Markkleeberg 2020, 2. Aufl. 2021, S. 150–163

## Tonträger
- Johannes Brahms, Chorwerke. NDR-Chor, Ltg. Günter Jena Label: Deutsche G (Universal) 1996
- Johann Sebastian Bach, Weihnachtsoratorium St. Michaelis Chor u. St. Michaelis Orchester Hamburg, Lynne Dawson, Marja Lipovsek, Peter Schreier, Andreas Schmidt Ltg. Günter Jena, Label: Teldec (Warner) 1997